# Persii

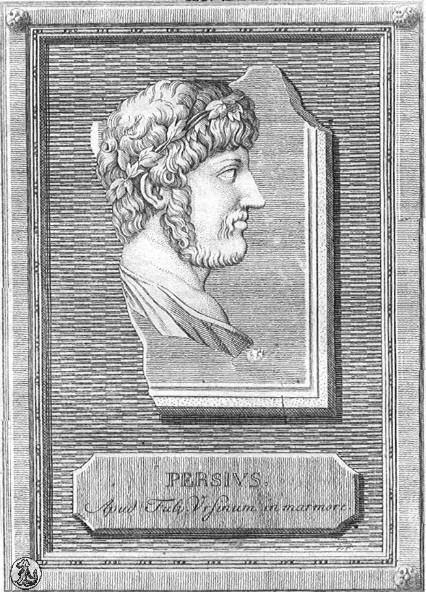
Le poète Aulus Persius Flaccus. Gravure sur bois.

La gens Persii sont une famille plébéienne mineure de la Rome antique. Les membres de cette gens sont mentionnés pour la première fois au cours de la deuxième guerre punique, mais ils n'apparaissent qu'occasionnellement dans l'histoire. Le plus illustre  est le satiriste Aulus Persius Flaccus, qui vécut au milieu duIer siècle.

## Origine
Les Persii Flacci sont originaires de Volaterrae en Étrurie. D'autres Persii se trouvent dans des inscriptions de Volaterrae et de la ville voisine de Populonia. Les Persii seraient une famille étrusque, dont certains se sont installés à Rome au IIIe siècle av. J.-C. L'un des Persii vivant en Dalmatie portait le nom de famille Etruscus, indiquant  que la famille revendiquait une descendance étrusque.

## Praenomen
Les principaux praenomen des Persii sont Aulus, Gaius et Lucius. D'autres noms sont connus à partir d'inscriptions, dont Marcus, Quintus et Titus, mais ils ne semblent pas être des Praenomen de cette gens.
Les seules familles de Persii connues pour s'être distinguées portent les Cognomens Flaccus et Severus . Flaccus, un nom de famille traduit par « flasque », « tombant » ou « aux oreilles tombantes », porté par la famille du poète. Severus, également un nom de famille commun, signifiant « sérieux » ou « sévère », appartenait à une autre famille de Volaterrae. Parmi les autres noms de famille trouvés parmi les différents Persii, Hybrida était utilisé pour le marchand Persius, car son père était romain et sa mère grecque; Etruscus signifiait de descendance étrusque  et Lepidus, célèbre d'une famille des Æmilii, faisait référence à quelqu'un d'« agréable »,.

## Membres
- Gaius Persius, officier servant sous Marcus Livius Macatus, commandant de la garnison romaine de Tarente pendant la seconde guerre punique. En 210 av. J.-C., Persius a mené une charge de 2 500 hommes contre une force tarentine de 4 000 hommes  envoyée pour fourrager  les champs voisins, détruisant et dispersant  les Tarentins[a 2].
- Gaius Persius, homme érudit à l'époque des Gracques. Cicéron rapporte que le satiriste Lucilius ne voulait pas que Persius lise son travail, de peur qu'il ne le désapprouve et que certains le croient l'auteur d'un célèbre discours prononcé par Caius Fannius Strabo contre Caius Gracchus[a 3].
- Persius Hybrida, riche marchand de Clazomenae, impliqué dans un procès avec le préteur Publius Rupilius Rex en 43 av. J.-C. Dans l'une de ses satires, Horace décrit les invectives échangées se concluant par le désir de Persius que le propréteur Brutus débarrasse le monde d'un autre « roi »[a 1][4].
- Persius Flaccus, père du satiriste, épousa Fulvia Sisennia. Il mourut vers 40 av. J.-C. et sa veuve épousa un eques nommé Fusius[2].
- Aulus Persius Flaccus, satiriste mourut  jeune, sous le règne de Néron. Son œuvre existante se compose de six courtes satires, laissées dans un état inachevé à sa mort, et éditées par son ami, le poète Césius Bassus[1].
- Persia, nommée dans plusieurs inscriptions de Volaterrae en Étrurie, fait probablement référence à différentes femmes[b 2].
- Persia L. f., enterrée à Epora en Hispania Baetica[b 3].
- Persius M. f., soldat de la dixième légion, inhumé à Asturica Augusta en Hispania Citerior, âgé de cinquante ans, ayant servi vingt-six ans[b 4].
- Gaius Persius A. f., enterré à Populonia en Étrurie, avec un monument datant du règne d'Auguste[b 5].
- Lucius Persius C. f., enterré à Populonia sous le règne d'Auguste
- Persia C. f. Polla, inhumée à Populonia sous le règne d'Auguste
- Quintus Persius, nommé dans une inscription libationnaire de Thignica en Afrique Proconsularis[b 6].
- Lucius Persius Diallus, percepteur de l'impôt sur les orfèvres, enterré à Cordoue en Hispanie Bétique[b 7].
- Aulus Persius Etruscus, époux de Novia Lepida et père d'Aulus Persius Lepidus, à qui il dédia un monument à Salona en Dalmatie.
- Aulus Persius A. f. Lepidus, fils d'Aulus Persius Etruscus et de Novia Lepida, enterré à Salona.[b 1]
- Perse Méroé, enterré à Aquilée en Vénétie et en Histrie[b 8].
- Persia L. f. Secunda Patriciensis, inhumée à Cordoue, âgée de vingt-deux ans[b 9].
- Aulus Persius Severus, époux de Vergilia Saturnina et père d'Aulus Persius Severus, à qui il dédia des monuments à Volaterrae[b 10].
- Aulus Persius A. f. Severus, fils d'Aulus Persius Severus et de Vergilia Saturnina, inhumé à Volaterrae, âgé de huit ans, trois mois et dix-neuf jours[b 11].
- Lucius Persius L. f. Sévère, inhumé à Thibilis en Numidie, âgé de quatre-vingt-un ans[b 12].
- Titus Persius Tertius, enterré à Augusta Taurinorum en Gaule cisalpine[b 13].
- Gaius Persius Victor, nommé dans une inscription libationnaire de Thignica[b 14].